# Móric Esterházy (1807–1890)

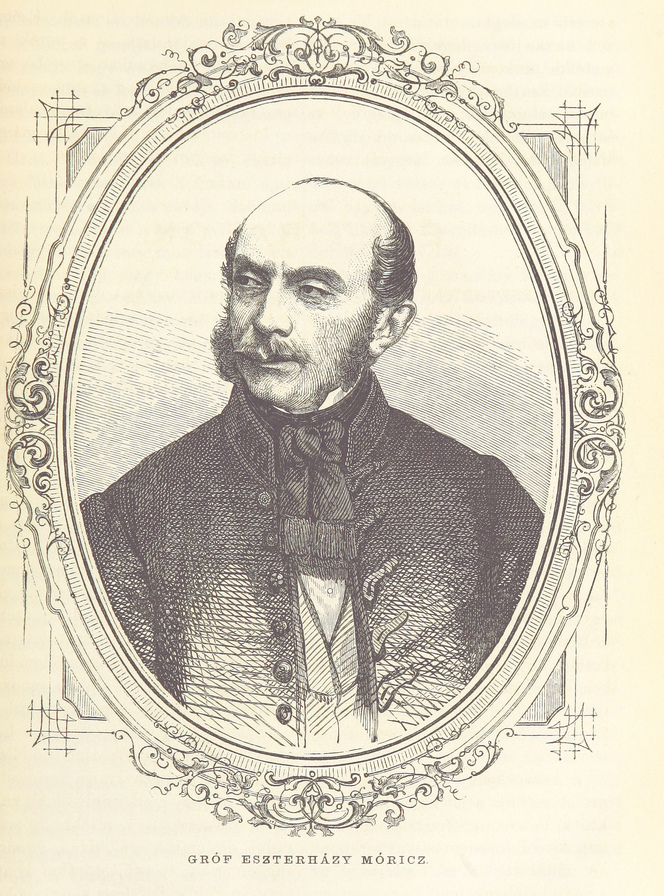
Móric Esterházy.

Moritz Esterházy-Fraknó de Galantha, född den 23 september 1807 i Wien, död den 8 november 1890 i Pirna vid Dresden, var en ungersk greve, diplomat och politiker. Han var farfar till Móric Esterházy (1881–1960).
Esterházy var österrikisk minister i Rom 1849-56 och minister utan portfölj i Anton von Schmerling och Richard Belcredis regeringar. Han behöll fram till sin död ett stort politiskt inflytande som en av ledarna för de konservativt-klerikala partiet.